# (73991) 1998 FP
(73991) 1998 FP – planetoida z pasa głównego asteroid okrążająca Słońce w ciągu 3,71 lat w średniej odległości 2,4 j.a. Odkryta 18 marca 1998 roku.